# Geotrygon veraguensis
Geotrygon veraguensis é uma espécie de ave da família Columbidae.
Pode ser encontrada nos seguintes países: Colômbia, Costa Rica, Equador, Nicarágua e Panamá.
Os seus habitats naturais são: florestas subtropicais ou tropicais húmidas de baixa altitude.